# Шток Володимир Борисович
Володимир Борисович Шток (1868, Славута — грудень 1926, Москва) — український і російський хормейстер і диригент. Герой Праці з 1919 року. Батько радянського драматурга Ісідора Штока

## Біографія
Народився 1868 року у місті Славуті (тепер Хмельницька область, Україна). Закінчив Київське музичне училище. Працював концертмейстером, хормейстером і диригентом в оперних трупах Казані, Саратова, Санкт-Петербурга. У 1917—1925 роках — диригент і головний хормейстер Харківського оперного театру, де готував хори для першої постановки опери «Тарас Бульба» М. Лисенка (1924). В 1926 році — хормейстер Одеського оперного театру і оперної студії В. Немировича-Данченка в Москві.
Помер в Москві в грудні 1926 року.